# Julius Genss

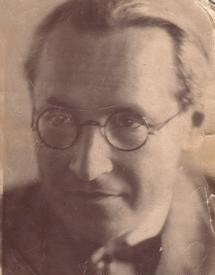
Julius Genss (1887–1957)

Julius Genss (in Heb. יולי גענס) (* 5. Novemberjul. / 17. November 1887greg. in Dorpat, Gouvernement Estland des Russischen Kaiserreiches; † 3. Februar 1957 in Tallinn als Julius Gens, Estnische SSR) war ein estländischer Bibliophiler, Kunstsammler, Kunstkritiker und Mäzen.

## Leben
Julius (Idel) Genss wurde in eine begüterte Kaufmannsfamilie in Tartu (damals Derpt) geboren. Er entdeckte früh seine Leidenschaft für Malerei und Grafik. Von 1906 bis 1911 studierte er an der Juristischen Fakultät der Kaiserlichen Universität Dorpat. Abschluss mit Note 1 (Ausgezeichnet). Während des Jurastudiums begann Genss, Malunterricht zu nehmen.
Als Anwalt hatte er keine Zuneigung zu seinem Beruf. 1911/12 studierte er Malerei und Architektur an der Technischen Universität München. Er hat sein Studium aus gesundheitlichen Gründen unterbrochen; das Kunstleben in München prägte ihn. Während seiner Münchner Studienzeit unternahm Genss zahlreiche Reisen durch Deutschland und eine Fahrt nach Italien, um die wichtigsten Gemäldesammlungen zu besuchen.

### Bibliophiler und Kunstsammler
Dem Studium in München folgten ein längerer Aufenthalt in Moskau und eine enge Bekanntschaft mit der dortigen Kubofuturisten wie Alexei Jelissejewitsch Krutschonych, Wladimir Majakowski und Dawid Burljuk, sowie mit russischen Avantgardisten Michail Larionow und Natalia Gontscharowa.
Nach seiner Rückkehr nach Tartu im Jahr 1918 begann er mit dem Aufbau einer privaten Kunstsammlung. Ab 1920 hielt er Vorlesungen an der Tartuer Kunstschule, engagierte sich für die 1925 verwirklichte jüdische Kulturautonomie in Estland und war aktives Mitglied von Pallas, der estnischen Gesellschaft der Künstler und Literaten.
Als Abgesandter des Akademischen Vereins für jüdische Geschichte und Literatur vertrat er 1937 die jüdische Kulturgemeinde Estlands auf dem Zweiten Kongress antifaschistischer Schriftsteller in Madrid.
1934 wurde er Leiter der estnischen Niederlassung einer schwedischen Holzhandelsfirma. Er zog mit der Familie von Tartu in die estnische Hauptstadt Tallinn. Bis 1939 hat er eine große Kunstbibliothek im baltischen Raum sowie eine große Kunstsammlung zusammengetragen, deren größte Abteilungen der estnischen, russischen und der jüdischen Kunst gewidmet waren.

### Evakuierung, Verlust der Sammlung und politische Verfolgung
Im Sommer 1940 wurde Estland von der Sowjetunion besetzt. Ein Jahr später eroberte die deutsche Wehrmacht das Baltikum. Im Juli 1941 musste die Familie Genss Tallinn verlassen, um der Verfolgung estnischer Juden durch die deutsche Besatzer zu entgehen. Sie wurde nach Taschkent evakuiert.
In 1941 wurden die Kunstsammlung und die Bibliothek im Kunstmuseum Tallinn untergebracht, das bei dem verheerenden Bombenangriff durch die Sowjets auf Tallinn 1944 zerstört wurde. Die Bibliothek und die grafische Sammlung waren allerdings zuvor durch den Einsatzstab Reichsleiter Rosenberg (ERR) beschlagnahmt worden. Da Alfred Rosenberg ebenfalls aus Tallinn stammte, war die Sammlung von Julius Genss ihm gut bekannt. Die aus über 10.000 kunsthistorischen Bänden bestehende Bibliothek wurde später nach Ratibor geschickt. Rosenberg berichtete dann im November 1944 von 61 Kisten der Sammlung Genss in den Baracken von Pless, die unter den wichtigsten zur Auslagerung nach Minsk genannt wurden. 6.000 Bände wurden schließlich dorthin transportiert und der dortigen Bibliothek der Akademie der Wissenschaften übergeben. 780 Bände, die mit dem Stempel des Kunstmuseums Tallinn versehen waren (diese Bücher hatte Genss vor dem Krieg dem Museum als Leihgabe auf Zeit zur Verfügung gestellt), wurden der Bibliothek der Akademie der Wissenschaften Estlands übergeben.
Genss reichte mehrere Rückgabeklagen ein, die aber erfolglos blieben. Die Sammlung wurde ihrem Besitzer bis heute nicht zurückerstattet.
1951 wurde Genss nach der Anschuldigung des Kosmopolitismus trotz seines instabilen Gesundheitszustands infolge zweier Herzinfarkte verhaftet. Er starb im Februar 1957 in Tallinn. Julius Genss liegt auf dem Jüdischen Friedhof von Tallinn-Rahumäe begraben.

## Familie
Julius Genss war mit Bertha Genss verheiratet. Ihr Sohn Leo Gens (1922–2001) war ein estnischer Kunsthistoriker, Professor für Kunstgeschichte an der Estnischen Kunstakademie und Preisträger der schwedischen Kunstakademie. Er war in der Sowjetzeit (Anfang der 50er Jahre) mit einem Berufsverbot belegt. Seine Tochter Inna Gens (1928–2014) war eine bekannte Kunstwissenschaftlerin für japanisches Kino und Schriftstellerin. Als Filmkritikerin bekam sie 1991 den Kawakita Award für hervorragende Verdienste um den japanischen Film. Die Enkelin Julia Gens wanderte 1991 nach Deutschland aus. Sie lebt als Kunst-Restauratorin in München.

## Sammlung

### Buchsammlung
Bis 1941 hatte Julius Genss eine der größten Kunstbibliotheken im baltischen Raum sowie eine beträchtliche Kunstsammlung mit Abteilungen estnischer, jüdischer und russischer Kunst, sowie eine große Sammlung von Exlibris und Druckgrafik, zusammengestellt.
Genss bezeichnete sein Verhältnis zum Buch als die größte Leidenschaft seines Lebens. In seiner Sammlung hatte er über 10.000 Bände zusammengetragen. Es waren kunsthistorische Bände aber auch Zeitschriften für Bibliophile wie zum Beispiel Philobiblon, illustrierte Bände und Raritäten. Jedes neue Buch in der Sammlung wurde katalogisiert. Judaica bildeten einen Schwerpunkt der Sammlung, die überwiegend aus Objekten aus Frankreich, Russland und Deutschland bestand.

### Schir Haschirim (Hohelied)
Genss ließ eine Fassung des Hoheliedes (Schir Haschirim) anfertigen, das nach seinen Vorstellungen in der künstlerischen Gestaltung von Ado Vabbe 1932 entstand. Die Pergamentrolle mit den Maßen 527 cm × 52,5 cm, enthält das Hohelied in hebräischer Sprache und ist mit acht Illustrationen in Tempera von Vabbe versehen. Den Text in hebräischer Schrift, die Vignetten und die Initiale gestaltete Genss selbst.

### Kunstsammlung
Genss selbst organisierte drei Ausstellungen seiner Sammlung. Er besaß mehrere Besitzermarken; vier Gebrauchsexlibris bestellte er jeweils in einer Auflage von 2.000 Stück, so dass später anhand dieser die Aufnahme des Buches in die Bibliothek nachverfolgt werden konnte. Einige Exlibris bestellte er bei dem estnischen Avantgardekünstler, Maler und Grafiker Ado Vabbe (1892–1961). Neben den vier Gebrauchsexlibris besaß Genss auch ein Luxus-Exlibris. Dieses erhielt er als Geschenk des Pariser Künstlers Fiszel Zylberberg (1909–1942, ermordet in Auschwitz) in einer Auflage von 40 Stück. Mit dem Luxus-Exlibris wurden prächtige Judaica-Bände in der Sammlung bestückt.
Die Grafiksammlung bestand aus fast 3.000 Blättern, darunter Blätter von Marc Chagall, Lionel Feininger, Paul Klee, Léon Bakst, El Lissitzky und Konstantin Korovin. Viele Objekte aus der Sammlung Genss sind in Museen auf der ganzen Welt verstreut.

### Judaica-Sammlung
Sein Interesse an jüdischer Kunst war unterdessen gewachsen. Auf seinen Reisen besuchte Genss Synagogen und jüdische Museen, erwarb Kataloge und Fachliteratur. Seine Judaica-Sammlung wurde immer größer, 1938/39 organisierte er eine Wanderausstellung, die in Tartu, Tallinn und Riga präsentiert wurde: „Ich wollte die Existenz moderner jüdischer Kunst beweisen“, schrieb er später in seinen Memoiren.
Künstler aus Paris, Warschau, Vilnius, sogar aus Israel und der Sowjetunion schickten ihm auf seine Bitte Druckgrafiken und Illustrationen zu. 211 Blätter kamen so zusammen. Ein Ausstellungskatalog wurde herausgegeben – in Estnisch und in jiddischer Sprache, damals unter den Juden Osteuropas das gängige Idiom. Marc Chagall und Lyonel Feininger hatten Grafiken beigesteuert, Künstler, die heute weltberühmt sind. Aber die Namen der anderen Beteiligten kennen nur noch wenige. Manche, wie Nathan Altman oder Zygmunt Dobrzycki, haben den Holocaust überlebt. Von anderen, wie Necha Gelbersanska, Julius Kroll, Isaak Schorr konnten Daten nicht ermittelt werden. Fani Lewowna-Frydman wurde in Krakau ermordet, Fiszel Zylberberg in Auschwitz.
Enkelin Julia Gens kam 1991 nach Berlin. Im Gepäck hatte sie die Fragmente der zerstörten Sammlung ihres Großvaters. Darunter auch ein besonders wertvolles Stück: eine Schriftrolle mit dem Hohelied Salomos, Anfang der 1930er Jahre von Genss selbst in Hebräisch geschrieben, von seinem Freund, dem estnischen Künstler Ado Vabbe, illustriert. Auch ein Faksimile der Darmstädter Haggada von 1430 war dabei.

### Die Ausstellung „Jüdische Grafik von Julius Genss“
Ziel von Julius Genss war, die Existenz zeitgenössischer, jüdischer Kunst zu beweisen und da ihm der Transport von Ölgemälden zu teuer und in diesen Zeiten vor allem zu riskant war, beschloss er nur Grafik zu zeigen. Unter den Künstlern waren berühmte Namen wie Max Liebermann und Marc Chagall.
1938/39 organisierte Julius Genss die Wanderausstellung „Jüdische Grafik“. Sein Ziel war es, die Existenz zeitgenössischer jüdischer Grafik zu beweisen. Von 211 Kunstwerken, die 1938/39 ausgestellt wurden, sind heute nur noch 35 grafische Blätter vorhanden. Am vollständigsten waren polnische Künstler vertreten, die aus Paris, Warschau, Vilnius und aus den USA elf Druckgrafiken beisteuerten. Der deutsche Grafiker Hermann Struck schickte ihm Exponate aus Tel Aviv. Von den sowjetischen Künstlern war Solomon Judowin in der Ausstellung vertreten. Die Kunstschule in Vilnius schickte Arbeiten jüdischer Schüler. Von den renommierten Meistern wurden Chagall, Israëls und Liebermann ausgestellt sowie Ornamente von Natan Altman. Die Ausstellung wurde im Mai 1938 in Tartu eröffnet und anschließend in Tallinn und Riga gezeigt.
1941 wurde die Sammlung vom «Einsatzstab Reichsleiter Rosenberg» beschlagnahmt, der in Osteuropa systematisch jüdische Kulturschätze plünderte. Nur durch das Engagement eines Einzelnen sind drei Dutzend Blätter dieser Sammlung erhalten geblieben und mit der Enkeltochter Julia Gens nach München gekommen. Dass überhaupt etwas davon gerettet werden konnte, verdankte Julius Genss einem Professor aus seiner Heimatstadt Tartu. Seine Tochter Inna Gens erinnert sich im Gespräch mit der Deutschen Welle: „Paul Ariste hatte im Einsatzstab Rosenberg gearbeitet. Immer wieder klaute er dort etwas und nahm ein Stück der Jüdische Grafiksammlung meines Vaters mit sich nach Hause. Als wir zurückkamen, war er so nett, sie uns zurückzugeben.“
Die Rolle von Paul Ariste (damals Paul Arriste) war nicht immer positiv. Laut ERR – Berichten (#61432592 Seite: 208) Zitat: "…hauptsächlich durch die Angaben des Universitätsdozenten Dr. Arriste folgende anscheinend endgültigen Feststellungen über den derzeitigen Verbleib der Bibliothek des Juden Genss machen:…"
2012 in Rahmen einer Ausstellung „Juden 45/90“ (Juli 2012 – Januar 2013) im Jüdischen Museum München wurden Fragmente der Sammlung von Julius Genss gezeigt. Für Inna Gens war es ein ganz besonderes Erlebnis: „Mein Vater hat hier in München studiert. Ich hätte mir nie vorstellen können, dass eine solche Ausstellung in Deutschland organisiert werden kann. Das macht mich natürlich sehr glücklich.“

## Rechtserben
- 1957–2014: Inna Gens (Tochter)
- seit 2014: Julia Gens (Enkelin)[13]

## Bücher und Publikationen
- „Katalog der Bibliotheck [von] Julius Genss“, Th. 1-4, 1928–1930
- „V.Timmi kirjad“, Tartu, Postimees, 1930.
- „Huvitav siluettide leid“, Tartu, 1930.
- "Briefe Wilhelm Timḿs an seinen Vater aus den Jahren 1841–1846", Dorpat, 1931.
- „Eesti Rahva Muuseumi kunstiosakond: keraamika“, Tallinn, 1931.
- „Elevandiluu“, Tartu, Postimees, 1931.
- „Netsuke“, Tartu, Postimees, 1931.
- „Заметки библиофила“, Tallinn, Postimees, 1932.
- Nõukogude Vene kunstinäitus. Postimees, 2. Mai 1934.
- „Биография У.Г.Иваск“ Еврейская периодическая печать в России, Таллинн, 1935.
- „Ed. Viiraldi ex-libriseid“, Tallinn, 1935.
- „Kunstipärase exlibrise näituse kataloog“, Tallinn, Tallinna Eesti Kirjastus-Ühisus, 1935.
- „Eesti kunstnike originaalgraafika albumid“ bibliograafiline kirjeldus, Tallinn, 1937.
- „Eduard Wiiralt loob gravüüri“, Tallinn, 1937.
- „Tlingiti ja haida kunsti Eesti muuseumides“, Tartu : s.n., 1937.
- „Juudi graafika“, Tallinn, 1938.
- יידישע גראפיק ,יידישער קולטור־פארוואלטונג אין עסטי, Tallinn, 1938.
- Ausstellungskatalog „Juudi graafika: Tartu – Tallinn, aprill – mai 1938. a.“, Tallinn : Libris, 1938.
- Mit Eduard Ahas u. a.: „Kunstiühing Pallas: 1918–1938“, Noor-Eesti, 1938.
- Mit Anne Krebsbach und Edit Käärik, Katalog zur Ausstellung „Idamaa kunst ja vaibad“ : Kunstihoones 29. okt. - 4. nov. 1938, Tallinna Eesti Kirjastus-Ühisus, Tallinn, 1938.
- Julius Genssi Raamatukogu Kataloog: יולי גענס ביבליאטעק. I טייל ביכער וועגן ביכער יודאיקא, Bd. 1, Tallinn, Libris, 1939.
- „Каталог библиотеки и собрания Юлия Генса“, Том 1 – 4, Tallinn, Libris, 1939.
- „Book about books“, Tallinn : [s.n.], 1939.
- „Eksliibriseid aastaist 1936–1939“ RaKü 6. rakenduskunsti näitus : Tallinn, Kunstihoones, 15.-27.IV 1939.
- „Üleliidulise põllumajandusnäituse arhitektuur“. Ajakiri Viisnurk N1 , 1940.
- „Karl Timoleon Neff“, Tallinn, 1940.
- „Ilja Repin“ (1844–1930)". Ajakiri Viisnurk, Oktober 1940.
- Katalog zur Ausstellung „Leningradi ja Moskva kunstnike värvilise graafika“, Tallinn, Riigi Trükikoda, 1941.
- „Lermontovi teoste illustreeritud väljaandeist“. Ajakiri Viisnurk. Mai/Juni, 1941.
- „Udo Ivask ja tema tegevus raamatumärkide harrastajana“, Tallinn, 1941.
- Album „Eesti tööline“, Tallinn, Eesti NSV Kunstifond, 1945.
- „Eesti rahva elu-olu: 20 graafilist lehte“, Tallinn, Eesti NSV Kunstifond, 1945.
- Mit L. Medvedeva: „Nõukogude maal ja graafika näituse juht“, Tallinn, 1945.
- „Eesti kunsti materjale“ bibliograafilisi materjale, 16 Bände, Tallinn, 1935–1948
- „Vana Tallinn ajaloolistes mälestusmärkides“, Tallinn, Ilukirjandus ja Kunst, 1948.
- Katalog zur Ausstellung „Kunstnik Roman Nymani teoste“, Tallinn, Riiklik Kunstimuuseum, 1948.
- „Vene Realistik Maalikool – Peredviznikud“, NSVL Kunstifondi vabariiklik osakond, Tallinn, 1949.
- „Eesti kunsti materjale“. [4. osa], 12. [kd.] : Eesti tegelaste portreid kujutavas kunstis / koostanud Julius Genss, Tallinn : [s.n], 1950.
- „Заметки библиофила“ часть 2, Tallinn, лето 1953.